# حزب اجتماعیون انقلابیون
فرقه اجتماعیون انقلابیون (که به نام سوسیال‌رِوُلوسیونرها نیز گفته می‌شد) یک حزب سوسیال انقلابی بود که در اواخر دوره قاجار در شهر باکو تأسیس شد.این حزب از مهم‌ترین احزابی بود که به‌دست مهاجران ایرانی در قفقاز جنوبی در دوره قاجار تأسیس شد.این حزب هم‌چنین یک روزنامه آذری داشت که هفته‌ای دو بار منتشر می‌شد.